# In My Time
In My Time è il nono album in studio del compositore greco Yanni, pubblicato dall'etichetta Private Music nel 1993.

## Tracce
1. In the Morning Light – 3:49
2. One Man's Dream – 2:43
3. Before I Go – 4:30
4. Enchantment – 3:51
5. The End of August – 4:51
6. To Take...To Hold – 4:01
7. In the Mirror – 4:04
8. Felitsa – 4:51
9. Whispers in the Dark – 5:24
10. Only a Memory – 4:15
11. Until the Last Moment – 6:22

## Componenti
- Yanni - compositore e produttore
- Endre Granat - violino in The End Of August e Felitsa